# Federació Russa d'Escacs
La Federació d'Escacs de Rússia (rus: Федерация шахмат России, Federatsiya shakhmat Rossiyi), coneguda fins al 2018 com a Federació Russa d'Escacs, (rus: Российская Шахматная Федерация, Rossiyskaya Shakhmatnaya Federatsiya) és l'organització central nacional dels escacs a Rússia amb seu a Moscou. Es creà el 15 de febrer de 1992 en el seu congrés fundacional, com a successora de la Federació d'Escacs Soviètica. Les seves tasques principals són la promoció dels escacs a Rússia i la representació dels interessos dels seus membres al país i també a l'estranger. La federació és membre de la FIDE i del Comitè Olímpic Nacional de Rússia.
El president actual és Andrei Filàtov, que fou elegit el 2014, i reelegit consecutivament el 2018 i el 2022.

## Activitats
A les tasques de l'associació pertoquen, entre d'altres, l'elaboració i assistència del sistema d'entrenament per als escaquistes altament qualificats, i planificació de torneigs d'escacs i altres actes d'escacs. Anualment organitza els campionats d'escacs juvenils russos que serveixen de fer el joc més atractiu per a nens i joves i augmentar la capacitat escaquística dels talents de les noves generacions. Organitza també el Memorial Tal, a Moscou, en honor de Mikhaïl Tal, i que figura entre els torneigs d'escacs més importants del món.

## Estructura
La Federació és la unió de les federacions de les repúbliques, les regions les províncies, les ciutats de rang federal i les àrees autònomes russes. Els òrgans de direcció constaven fins a començaments de 2010 del congrés, el comitè executiu i la presidència. Com a conseqüència d'una reorganització el comitè executiu i la presidència se substituïren pel consell d'administració i la junta directiva. El congrés com a l'òrgan superior de l'associació és integrat pels delegats de les federacions membres i es convoca almenys una vegada cada quatre anys.
Actualment l'estructura de la federació inclou tres elements de govern: el Congrés, la junta de supervisió, i la junta de direcció.
Presidents
- Arkadi Muraschev (1992-1993)
- Evgeni Bebtschuk (1993-1994)
- Andrei Makarov (1994-1997)
- Andrei Selivanov (1997-2003)
- Alexander Zhukov (2003-2009)
- Arkadi Dvorkovitch (2010-2014)[5]
- Andrei Filàtov (2014-)[5]

| Presidents del consell d'administració - Arkadi Dworkowitsch (2010–2014) | Presidents de la junta directiva - Aleksandr Bach (2010–2011) - Ilià Levitov (2011–) |

El 25 de setembre de 2014, es va obrir un museu d'escacs a la mansió de la Federació Russa.
En el matx pel Campionat del món de 2021 entre Magnus Carlsen i Ian Nepómniasxi, Nepomniachtchi va competir sota la bandera de la Federació Russa. Nepomniachtchi és rus, però el Tribunal d'Arbitratge de l'Esport havia prohibit als esportistes russos competir en Campionats del Món, i la sanció havia estat implementada per la WADA a causa del programa de dopatge estatal dels atletes russos.
El desembre de 2022 la Federació nomenà Anatoli Kàrpov president honorari.